# 泉大津市立条東小学校
泉大津市立条東小学校（いずみおおつしりつ じょうとうしょうがっこう）は、大阪府泉大津市千原町2丁目にある公立小学校。

## 沿革
- 1970年（昭和45年）4月1日 - 泉大津市立上條小学校の敷地内において開校。
- 1970年（昭和45年）9月1日 - 現在地に移転。同日を創立記念日とする。

## 通学区域
- 綾井（1番地～8番地を除く)、池園町14番～15番、尾井千原町、尾井千原、末広町2丁目(2丁目6番を除く)、助松団地1番6号～15号、3番、曽根町1丁目、2丁目、千原町1丁目、2丁目、豊中894番地～899番地、森町1丁目1番～10番、2丁目4番～23番、森[1]

※卒業後は基本的に泉大津市立小津中学校に進学する。

## 出身者
- 立花孝志 - 元参議院議員